# Noviciado

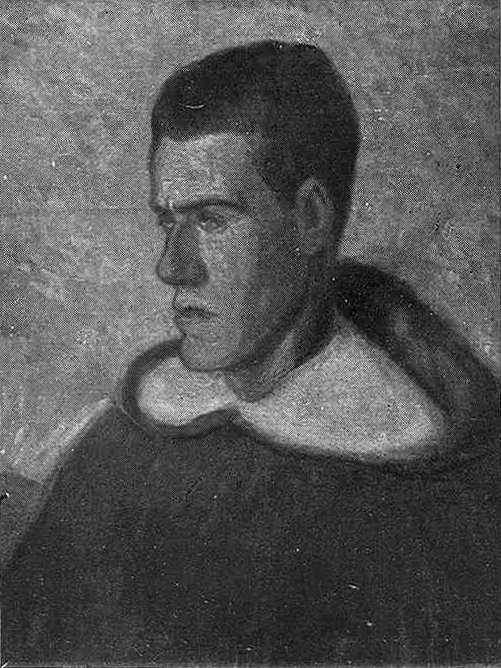
«El novicio», de Juan de Echevarría.

Un noviciado es un período de prueba que las congregaciones y órdenes religiosas cristianas ponen como preparación inmediata antes de hacer los primeros votos monásticos. Suele estar comprendido entre los seis meses y los dos años, aunque también depende mucho de la situación personal de cada uno. Para ingresar se necesita entrar en contacto con alguna de esas congregaciones y primero vivir el proceso vocacional, a fin de tomar una decisión. Es el período en el que la persona candidata o novicia, al seguir el camino de la vida religiosa, adquiere fundamentos que sostendrán su compromiso. Después de este período, se hace la profesión religiosa. Constituye también un momento para que la persona aspirante a la vida religiosa conozca bien la congregación y también que, con la ayuda de un instructor o maestro(a) de novicios pueda decidir, libremente, tomar los votos religiosos o seguir por otro camino.